# Zilmar Campos de Araripe Macedo
Zilmar Campos de Araripe Macedo (Rio de Janeiro, 15 de fevereiro de 1908 – Rio de Janeiro, 2010) foi um almirante-de-esquadra brasileiro.
Foi ministro da Marinha no governo Castelo Branco, de 17 de dezembro de 1965 a 15 de março de 1967.